# Igor Freitas
Igor Gutierrez Freitas (Salvador, 21 de março de 1997) é um empresário, influenciador digital e ex-pugilista brasileiro, filho do tetra e supercampeão mundial de boxe e ídolo brasileiro, Acelino Popó Freitas. Seguindo os passos do pai e motivado pela historia da família no boxe, Igor como pugilista conquistou os títulos de campeão baiano e campeão brasileiro de boxe, na categoria peso-pesado no ano de 2013.
Atento aos ensinamentos do seu padrinho de nascimento e renomado treinador Luiz Dórea, da Academia Champion, que revelou Popó e o conduziu até o seu primeiro título Mundial, Igor passou a ficar conhecido como "Mão de Ferro".
Filho de Graziele Gutierrez, Igor é o segundo dos seis herdeiros de Popó. É irmão de Iago Gutierrez Freitas, por parte de mãe e de pai. Irmão de Rafael, Juan, Gustavo e Acelino Popó (Popozinho) por parte de pai. E irmão de Miguel, por parte de mãe.
Empresário e influenciador digital, Igor foi um dos principais responsáveis por reposicionar Popó no cenário digital, idealizando e conduzindo pessoalmente a histórica luta contra o Whindersson Nunes em 2022 — um movimento estratégico que transformou uma lenda do esporte brasileiro em um influenciador de peso, com relevância comercial e institucional nas principais plataformas, liderando um trabalho sólido de branding e marketing, que já rendeu parcerias com marcas, gigantes nacionais e internacionais, triplicando o patrimônio do Popó e convertendo sua imagem em uma máquina de negócios, mídia e faturamento, fazendo com que Popó deixasse de ser apenas um campeão da era da televisão para se tornar também um campeão da nova economia da atenção — com credibilidade, performance e conexão real com o público. Igor ainda passou a produzir de forma direta toda a logística de Popó e sua equipe, nas lutas realizadas por Popó no FMS. .
Hoje Igor atua na área empresarial de relacionamento, utilizando nohall e network para ampliar sua rede estratégica com grandes marcas, desenvolvendo alianças sólidas com um time de influenciadores com alto poder de conversão — ativos valiosos que hoje fazem parte dos seus ativos comerciais.
Igor, ainda é, Diretor do Instituto Popó, além de co-fundador do PopodCast, programa no youtube e nas principais plataformas digitais que tem Popó como âncora e recebe convidados para bate-papo num cenário diruptivo, dentro de um ringue.